# União Recreativa Mirense
Maillots
Le União Recreativa Mirense est un club de football portugais basé à Mira de Aire.

## Histoire
Fondé en 1939, l'União Recreativa Mirense fait ses débuts dans les championnats régionaux. Cependant le club parvient à atteindre les championnats nationaux à partir de la saison 1958-59, saison durant laquelle il s'installe en troisième division. Le club se maintient chaque saison, jusqu'à la saison 1961-62 ou le club retourne en district. Le club refait son retour pendant la saison 1964-65, ou il ne restera seulement qu'une saison de plus jusqu'en 1966 en troisième division.
Depuis, le club reste en district sans parvenir à remonter. Cependant le club parvient à remonter pendant la saison 1978-79 en troisième division, mais malheureusement le club ne se maintient pas. Peu après la montée du district pendant la saison 1983-84, le club refait son retour en troisième division et termine onzième. La saison suivante le club finit premier de sa série, obtenant ainsi pour la première fois de son histoire l’accession en deuxième division. Une belle dixième place que termine le Mirense à la saison 1986-87, le club connait ses plus belles années à la fin des années 1980.
La saison suivante, le club ne parvient pas à se maintenir et finit dix-septième au classement. De nouveau pendant la saison 1988-89 le club revient en troisième division, et fait une saison historique en finissant premier et en perdant aucune rencontre. La saison suivante le club finit huitième de deuxième division, ainsi obtenant sa meilleure performance de son histoire.
L'année qui suit (à la suite de la création de la nouvelle deuxième division) le club n'est pas retenu, et se voit ainsi son billet d'entrée en troisième division. Après une septième place, et une huitième place la saison qui suit le Mirense ne confirme plus par la suite, en finissant dix-septième pendant la saison 1992-93. Le club coule la saison qui suit, et est encore reléguée cette fois de quatrième division.
Le club fait son chemin en district et remonte pendant la saison 2000-01, mais ne confirme pas son rang et se stabilise un petit moment avant de retomber en district pendant la saison 2003-04. Le club passe deux saisons en district les saisons qui suivent, mais à la suite de difficultés financières le club arrête son équipe sénior en 2006. Ainsi, le club cesse ses activités, aujourd'hui toujours présente dans les équipes juniors, sauf en sénior.
En 2013, le club a de nouveau eu une équipe senior, reconstruisant ainsi ce club historique de la ville de Mira de Aire et l'un des clubs historiques du football de la région de Leiria.

## Joueurs emblématiques
| - Vítor Covilhã - Calila - Cabumba - Jorge Casquilha | - Paulo Santos - Rui Ferreira - Sérgio Lavos |

## Palmarès
| Compétitions nationales | Compétitions régionales                         |
| --- | ----------------------------------------------- |
| - Championnat du Portugal D2 (0) - Meilleure performance : 8e (1989-90) - Championnat du Portugal D3 (1) - Champion : 1988-89 - Coupe du Portugal (0) - Meilleure performance : 1/32 final (1986-87, 1987-88, 1989-90, 1991-92) | - Coupe de l'AF Leiria (1) - Champion : 1998-99 |